# Luděk Pojezný
Luděk Pojezný (* 7. März 1937 in Prag) ist ein ehemaliger tschechoslowakischer Ruderer, der zwei olympische Medaillen gewann. 

## Sportliche Karriere
Bei den Ruder-Europameisterschaften 1959 belegte der tschechoslowakische Achter den zweiten Platz hinter dem Deutschland-Achter und vor dem sowjetischen Boot. Im Jahr darauf siegte der deutsche Achter auch bei den Olympischen Spielen 1960 in Rom, hinter den Kanadiern gewann der tschechoslowakische Achter in der Besetzung Bohumil Janoušek, Jan Švéda, Jiří Lundák, Václav Pavkovič, Jan Jindra, Luděk Pojezný, Josef Věntus, Stanislav Lusk und Steuermann Miroslav Koníček die Bronzemedaille. Ebenfalls die Bronzemedaille gewann der tschechoslowakische Achter bei den Ruder-Europameisterschaften 1963 hinter den Booten aus Deutschland und der Sowjetunion. Bei den Olympischen Spielen 1964 in Tokio erhielt der tschechoslowakische Achter mit Petr Čermák, Jiří Lundák, Jan Mrvík, Július Toček, Josef Věntus, Luděk Pojezný, Bohumil Janoušek, Richard Nový und Steuermann Miroslav Koníček die Bronzemedaille hinter dem US-Achter und dem Deutschland-Achter.